# Besma mattearia
Besma mattearia är en fjärilsart som beskrevs av William Schaus 1901. Besma mattearia ingår i släktet Besma och familjen mätare. Inga underarter finns listade i Catalogue of Life.